# Djambawa Marawili
Djambawa Marawili (Baniyala (en), 1953) est un artiste peintre, sculpteur et graveur aborigène d'Australie. Il se spécialise, comme beaucoup d'artistes aborigènes, dans la peinture sur écorce et la sculpture sur bois.
Important leader du clan Madarrpa, il organise et dirige les cérémonies supérieures dans sa communauté de Yirrkala et à travers la Terre d'Arnhem, et s'engage dans plusieurs affaires pour faire valoir les Droits des Aborigènes d'Australie.

## Biographie

### Racines aborigènes
Djambawa Minyawainy Marawili naît le 13 avril 1953 à Baniyala (en), une petite communauté d'Aborigènes d'Australie dans l'Est de la Terre d'Arnhem, dans le Territoire du Nord de l'Australie,. Il explique faire partie du peuple Yithuwa Madarrpa de la Blue Mud Bay (en). Son père, Wakuthi Marawili, est un leader Yolngu, et sa mère, Mulkun Wirrpanda est l'une des rares femmes de la communauté Yolngu à être reconnue comme un leader grâce à sa grande connaissance du clan Dhuji-Djapu. Elle est également une artiste, peignant sur des écorces, des poteaux commémoratifs et des didgeridoos, et elle possède également des compétences en sculpture, tissage et gravure, qui ont été présentées dans des expositions en Australie et en Asie.
Marawili est le mari de Liawaday Wirrpanda, qui est elle-même une artiste, exposant avec sa mère, Galuma Maymuru (en),.

### Carrière
Djambawa Marawili commence à peindre au début des années 1980, incorporant l'idée de buwuyak (invisibilité) dans ses œuvres, ce qui constitue un changement novateur dans la tradition artistique yolngu, car il s'éloigne de l'art figuratif des générations précédentes. Ses peintures montrent souvent l'histoire ancestrale Yathikpa de la baie où Bäru s'est transformé en crocodile à partir d'une figure humaine. Avec des œuvres qui capturent à la fois l'innovation et la tradition, Marawili devient l'un des artistes les plus importants de la communauté Yolngu. Parce que ses œuvres capturent la tradition et les significations historiques, les peintures de Marawili sont également utilisées comme source d'histoire et d'archives, en particulier dans la bataille juridique pour protéger le droit de la terre Yolngu.
Ses peintures représentent des motifs traditionnels sacrés et démontrent le Droit et l'objectif de parler et de protéger leur mer et leur terre. C'est pour cette raison que cette représentation présentée dans l'exposition « Saltwater : Yirrkala Bark Paintings of Sea Country » (1999-2001) a joué un rôle important dans l'Affaire des Droits de la mer de la baie de Blue Mud (en) (2008).
En 2016, Marawili est en résidence artistique au Kluge-Ruhe (en) de l'Université de Virginie (Charlottesville, États-Unis), ce qui lui permet de partager sa culture avec les étudiants et le corps enseignant. Leader et artiste autochtone australien, il donne des conférences publiques, évoquant notamment le Droit autochtone et non autochtone concernant les droits de la mer et réalise de nouveaux travaux avec des étudiants en gravure de l'université. Lors de cette résidence il tient l'exposition « Where the water moves, where it rests », où il présente des peintures sur écorce, des sculptures sur bois creux ainsi qu'une estampe.
Djambawa Marawili apparaît aussi dans le film Dhakiyarr vs. the King (2005), où il joue son propre rôle.

### Responsabilités claniques
Djambawa Marawili est un important leader du clan Madarrpa, organisant et dirigeant les cérémonies supérieures dans sa communauté de Yirrkala et même à travers la Terre d'Arnhem,,. En plus de diriger les cérémonies, il veille au bien-être spirituel de son peuple, y compris des membres d'autres clans. Agissant en tant qu'activiste et administrateur, Marawili sert de lien entre le peuple Yolngu et les non-Aborigènes, sensibilisant ces derniers et servant de pont entre les deux groupes,. Il parle à ces fins plusieurs langues yolngu ou yolŋu matha : dhuwala, dhuwaya, dbjambarrpuy, gumatj, mais aussi l'anindilyakwa (en), le nunggubuyu et l'anglais.
Marawili participe à la production de la déclaration de Barunga (1988) en s'appuyant sur le fondement sacré de son peuple pour représenter le pouvoir de Yolngu et éduquer les étrangers à la justice de la lutte de son peuple pour la reconnaissance. À la suite de cette déclaration, le Premier ministre australien Bob Hawke s'engage pour la création d'une Commission royale sur les morts noires en détention et à la formation de l'ATSIC.
En 1997, il fait partie des anciens qui brûlent le « Plan en 10 points » du Premier ministre à Timber Creek. Marawili s'engage dans la lutte pour les droits maritimes, se positionnant en figure de proue du Northern Land Council (en), notamment dans une vidéo intitulée Terry Djambawa Marawili-My Native Title.
En 2004, il coordonne la revendication des Droits de la mer soit portée devant la Cour fédérale (en). L'Affaire des Droits de la mer de la baie de Blue Mud (en) aboutit en 2008 à la décision par la Haute Cour d'accorder aux Yolngu la propriété des terres situées dans l'estran, entre les marques de marée haute et basse,. Il joue un rôle déterminant dans le développement de la Saltwater collection, constituée de peintures sur écorce, qui documente le lien du clan avec ces terres et est maintenant conservée au National Maritime Museum de Sydney.
De par son statut, Marawili occupe plusieurs rôles :
- Président de l'Arnhem Northern and Kimberley Artists (1998– )
- Président du Buku-Larrnggay Mulka Centre à Yirrkala (1994-2000, puis 2016-2018), membre du conseil d'administration (2001-2016)
- Président du Laynhupuy Homelands Committee (1995-1997, 2018)
- Conseiller pour le Northern Land Council (en) (1995-1997)
- Membre du conseil d'administration de l'école Nambara Homelands
- Membre du conseil d'administration de la branche Aboriginal and Torres Strait Islander de l'Australia Council for the Arts (en) (2008-2009)
- Membre du conseil d'administration de YBE Enterprises
- Superviseur du Community Development Employment Projects (en) aux Yipara-Laynhupuy Homelands
- Membre désigné du Indigenous Advisory Council (en) du Premier ministre d'Australie lors des deux premiers mandats (2013–2017 puis 2017-)[15],[16],[17].

## Prix et reconnaissance
Djambawa Marawili remporte de nombreux prix pour ses peintures. Il reçoit notamment le Telstra Telstra National Aboriginal and Torres Strait Islander Art Award (en), d'abord en 1996 pour la meilleure peinture sur écorce, puis à nouveau en 2019 avec Journey to America, une œuvre sur écorce de ficelle qu'il a présentée aux États-Unis, où il a défendu la philosophie Yolngu,. Parmi les autres rôles et reconnaissances de son travail en tant qu'artiste et leader communautaire, on peut citer, :
- Prix d'Art Telstra Telstra National Aboriginal and Torres Strait Islander (en) (1996, 2019)
- Membre de l'Aboriginal and Torres Strait Islander de l'Australia Council for the Arts (en) (2003)
- Membre « Division générale » de l'Ordre d'Australie (2010)[9]
- Membre du National Indigenous Advisory Panel du Premier ministre d'Australie (2013)[9],[a]
- Ouverture du festival Tarnanthi (en) (Festival of Contemporary Aboriginal and Torres Strait Islander Art), à la galerie d'art d'Australie-Méridionale (Adélaïde, 2019)
- Conservateur principal de l'exposition « Madayin: Eight Decades of Aboriginal Bark Painting from Yirrkala, Australia », qui fait une tournée en Amérique du Nord à partir de 2021 ; c'est la première collection importante de peinture sur écorce à être présentée en dehors de l'Australie.

## Œuvre

### Démarche artistique
Djambawa Marawili est un peintre, sculpteur et graveur renommé,. Leader important du clan Madarrpa du peuple Yolngu, il utilise l'art comme un outil dans ses fonctions et exprime à travers ses œuvres le lien profond du peuple Yolngu avec l'eau et la mer, notamment à travers l'histoire ancestrale associée à la baie d'Yathikpa,,. Marawili explore la mythologie aborigène et produit des œuvres essentiellement allégoriques : il invoque les êtres ancestraux, comme Bäru, le crocodile ; Burrit'tji, le serpent foudre arc-en-ciel ; Mundukul, le serpent éclair et s'inspire des cycles de Wangarr (le commencement), le temps avant le premier matin,. L'une des œuvres les plus importantes et emblématiques de Marawili est Source of fire (Source de feu, 2005) : c'est une peinture allégorique qui décrit la création du grand feu de brousse ancestral, à la suite d'un conflit entre Bäru et sa femme Dhamaliŋu. En plus du sujet mythologique, l'artiste montre la façon dont son peuple gère les terres Yolŋu, la mise en jachère par l'utilisation du feu, comment est encouragée la repousse et comme est encerclé le gibier. Il y explique la loi et la culture des Yolŋu.

« Nous sommes la langue de la terre. Élevés par la terre pour qu'elle puisse chanter qui elle est. Nous existons pour pouvoir peindre la terre. C'est notre travail. Peindre, chanter et danser. Pour qu'elle puisse se sentir bien et exprimer sa véritable identité. Sans nous, elle ne peut pas parler. »

Djambawa Marawili se distingue des générations précédentes en apportant des innovations importantes dans un art aborigène jusque là très traditionnel. Il incorpore notamment la notion de buwuyak (invisibilité) dans ses œuvres, s'approchant d'une démarche abstraite en s'appuyant sur le motif dense des minytji (dessins sacrés du clan). Il superpose et obscurcit des éléments figuratifs distincts qui sont incrustés d'une signification textuelle, permettant aux Yolngu de les « lire ». « Cette inversion pointe vers l'élasticité formelle et conceptuelle qui anime une grande partie de l'art contemporain autochtone et est une caractéristique de la pratique contemporaine Yolngu en particulier. » Il cherche à produire des œuvres portant une nouvelle esthétique à la fois visuellement dynamique et spirituellement puissante.

### Influence
« L'influence artistique de Djambawa depuis le milieu des années 1990 a été monumentale. » Artiste novateur, il s'implique aussi dans la transmission, notamment via le mentorat. Son engagement pour faire vivre l'art traditionnel aborigène tout en s'ouvrant à d'autres influence dans la mesure où l'esprit des lois sacrées était préservé a eu un grand impact sur une nouvelle génération d'artistes, parmi lesquels Wanyubi Marika, Wukun Wanambi, Yilpirr Wanambi et Gunybi Ganambarr.
En 2010, Djambawa reçoit une médaille de Membre « Division générale » de l'Ordre d'Australie pour ses services aux arts, aux patries et aux droits maritimes,.

### Expositions notables
- « Saltwater: Yirrkala Bark Paintings of Sear Country » (1999-2001)[2]
- « Buwayak-Invisibility » aux Annandale Galleries (2003)[8]
- « Source of Fire » aux Annandale Galleries (2005)[7],[8]
- « Asia Pacific Triennial of Contemporary Art » à la galerie d'art du Queensland (2006-2007)[8]
- « One sun, one moon » à la galerie d'art de Nouvelle-Galles du Sud (2007)[20]
- « Larrakitj » (poteaux funéraires) à l'Art Gallery of Western Australia (2009)[7], puis à la Biennale de Sydney (2010)[8]
- « Australia » à la Royal Academy of Arts (2013)[20]
- « Saltwater: A Theory of Thought Forms », à la Biennale d'Istanbul (2015)[11]
- « Our Land » à la galerie d'art de Nouvelle-Galles du Sud (2017)[21]

### Conservation
Les œuvres de Djambawa Marawili sont conservées dans plusieurs institutions muséales :
- Australie
  - Galerie d'art d'Australie-Méridionale (Adélaïde)[22]
  - Galerie nationale d'Australie (Canberra)[23]
  - Musée national du Victoria (Melbourne)[24]
  - Art Gallery of Western Australia (Perth)
  - National Maritime Museum (Sydney)
  - Galerie d'art de Nouvelle-Galles du Sud (Sydney)[25]
  - Galerie d'art du Queensland (Brisbane)[26]
  - Holmes à Court Gallery (en) (Cowaramup (en))
  - Supreme Court of the Northern Territory (en) (Darwin)
- États-Unis
  - Kluge-Ruhe Aboriginal Art Collection (en), Université de Virginie (Charlottesville)[9]
- Inde
  - Collection d'art du Président de l'Inde
- Royaume-Uni
  - Kelvingrove Art Gallery and Museum (Glasgow)